# 2011 en droit
Cet article présente les faits marquants de l'année 2011 en droit.

## Chronologie

### Janvier
- 1er janvier,  Suisse : réforme judiciaire - changement de l'organisation judiciaire des cantons suisses et entrée en vigueur des nouveaux code de procédure civile et pénale.
- 7 janvier,  France : la Cour de cassation dans sa formation exceptionnelle refuse l'enregistrement d'une conversation téléphonique réalisé à l'insu de l'auteur des propos tenus car ce procédé est jugé déloyal et donc contraire à l’article 9 du code de procédure civile, à l’article 6 § 1 de la Convention européenne des droits de l'homme et au principe de loyauté dans l’administration de la preuve[1],[2].

### Mars
- 10 mars, France : le procès des emplois fictifs de la mairie de Paris, à peine repris, est suspendu après le dépôt d'une question prioritaire de constitutionnalité par l'un des prévenus.
- 14 mars, France : promulgation de la Loi d'orientation et de programmation pour la performance de la sécurité intérieure (LOPPSI), dont plusieurs articles sont toutefois invalidés par le Conseil constitutionnel.
- 30 mars, France : entrée en fonction du Défenseur des droits, remplaçant notamment le médiateur de la République.
- 31 mars, France : 
  - Mayotte accède au statut de département d'outre-mer et son organisation judiciaire reprend à quelques exceptions près le système des autres DOM;
  - réforme de la garde à vue.

### Avril
- 18 avril,  Hongrie : réforme de la constitution hongroise, vivement décriée par l'opposition.

### Mai
- 2 mai, France : 
  - procès de l'affaire Clearstream 2 en appel ;
  - procès d'Yvan Colonna, sur renvoi de la Cour de cassation.
- 9 mai, France : promulgation du code de l'énergie, pour une entrée en vigueur le 1er juin.
- 24 mai, France : promulgation de la partie réglementaire du code du patrimoine.

### Juin
- 13 juin,  Italie : large adoption du référendum abrogatif pour quatre textes, qui sont donc abrogés partiellement ou totalement.

### Juillet
- 1er juillet, Maroc : adoption par référendum du projet de nouvelle Constitution marocaine[3].

- 25 juillet : adoption[4],[5] d'une loi autorisant le divorce à Malte, faisant suite à un référendum consultatif du 28 mai 2011[6]. Malte était le dernier pays européen où le divorce était toujours interdit.

- 27 juillet : promulgation de la loi organique no 2011-883 et de la loi ordinaire no 2011-884 modifiant, à compter du renouvellement des instances régionales en 2014, les organes représentatifs de Guyane et de Martinique : le conseil général et le conseil régional sera remplacé par une assemblée territoriale unique

### Août
- 10 août : loi française sur la participation des citoyens au fonctionnement de la justice pénale et le jugement des mineurs : intégration de citoyens assesseurs dans certaines formations du tribunal correctionnel et de juridictions de l'application des peines

### Septembre
- 25 septembre, Arabie saoudite  : le roi Abdallah ben Abdelaziz Al Saoud accorde le droit de vote aux femmes à compter des élections municipales de 2015[7].

### Décembre
- 12 décembre, Papouasie-Nouvelle-Guinée  : début d'une crise constitutionnelle : le Parlement ignore une décision de justice de la Cour suprême déclarant que la destitution du premier ministre Sir Michael Somare par le Parlement était contraire à la Constitution[8].
- 13 décembre, France : loi relative à la répartition des contentieux et à l'allègement de certaines procédures juridictionnelles : elle prévoit la suppression des juridictions de proximité et du Tribunal aux armées de Paris